# Čaturanga
Čatùrānga (sanskrt: चतुरङ्ग, caturaṅga)  je drevna indijska društvena igra, preteča šaha.  Posebna je vrsta vojne igre na drvenoj ploči. Čaturanga na indijskom znači četverodni. Čaturanga je kao daleki predak današnjeg šaha bila igra koja je odražavala sastav i poredak tadašnje indijske vojske, koju su sačinjavala 4 roda: pješaštvo, konjica, slonovi i borbena kola, a u sredini su se nalazili radža (kralj) i njegov savjetnik mantrin (današnja kraljica ili dama). 
Igru su igrala četvorica igrača, a kretanje figura određivalo se bacanjem dviju kocaka.